# 弥生 (睦月型駆逐艦)
彌生（やよい/やよひ）は日本海軍の駆逐艦。睦月型駆逐艦の3番艦である。艦名は旧暦で3月のこと。艦名は初代神風型駆逐艦の「弥生」に続いて2代目。なお、日本海軍の登録上は旧字の「彌生」だが、ここでは「弥生」と表記する。

## 艦歴
1923年（大正12年）度計画艦。同年7月19日、浦賀造船所で建造予定の駆逐艦に「第二十三駆逐艦」の艦名が与えられる。一等駆逐艦に類別。
1924年（大正13年）1月11日起工、4月24日艦名を「第二十三号駆逐艦」に改正、1925年（大正14年）7月11日進水、1926年（大正15年）8月28日に竣工。佐世保鎮守府に所属した。1928年（昭和3年）8月1日附で「第二十三号駆逐艦」は「彌生（弥生）」と改名された。1930年（昭和5年）11月中旬、昭和天皇は戦艦「霧島」を御召艦として、岡山県宇野から横須賀へ帰京することになった。第30駆逐隊（睦月、如月、弥生、卯月）は「霧島」の供奉艦に指定される。11月21日「霧島」は横須賀に到着し、天皇は退艦した。
1937年（昭和12年）からの支那事変により中支、南支方面に進出する。また、仏印進駐作戦に参加した。第30駆逐隊の構成艦はしばしば変更されており、「卯月、如月、夕月、望月」等が編入あるいは転出している。

### 太平洋戦争緒戦
太平洋戦争開戦時、「弥生」は第四艦隊（司令長官井上成美中将：旗艦「鹿島」）・第六水雷戦隊（司令官阿部弘毅少将、旗艦「夕張」）・第30駆逐隊（司令安武史郎大佐）に所属していた。開戦時の第30駆逐隊は睦月型4隻（睦月、如月、弥生、望月）である。12月上旬、第六水雷戦隊・第十八戦隊（天龍、龍田）を主力とする艦隊は、第1次ウェーク島攻略作戦を実施する。
ウェーク島の戦いは米軍の反撃により、日本軍にとって予想外の展開となった。12月11日、姉妹艦「如月」がF4Fワイルドキャットの空襲により沈没、第30駆逐隊は開戦劈頭で3隻編制となった。また、ウェーク島砲台の攻撃で駆逐艦「疾風」が沈没した。第2次ウェーク島攻略作戦では、南雲機動部隊より派遣された第二航空戦隊の空母2隻（飛龍、蒼龍）、重巡2隻（利根、筑摩）、第17駆逐隊（谷風、浦風）が航空支援をおこない、第六戦隊の重巡4隻（青葉、衣笠、加古、古鷹）が陸上支援に加わった。その後も第六水雷戦隊各艦はラバウル方面、ブーゲンビル島、ポートモレスビーの各攻略作戦に参加した。
1942年（昭和17年）5月25日、第23駆逐隊の解隊にともない同隊所属だった姉妹艦「卯月」が第30駆逐隊に編入され、30駆は定数4隻を回復する。6月1日以降、第六水雷戦隊は南洋部隊主隊に、「弥生」はラバウル方面部隊に編入された。6月24日、「望月、弥生、夕凪」は南洋部隊主隊に編入され、海上護衛作戦に従事する。6月には「もんてびでお丸」の護衛を行ったほか、7月1日からは「辰武丸」と「第二日新丸」をトラックから護衛し、7月10日に横須賀に着いている。
7月10日、第六水雷戦隊の解隊にともない、軽巡洋艦「夕張」、第29駆逐隊（夕月、追風、朝凪、夕凪）、第30駆逐隊（睦月、弥生、望月、卯月）、「能代丸、長運丸」は第二海上護衛部隊へ編入された。だが第30駆逐隊が第二海上護衛隊として作戦に従事する機会は訪れず、わずか4日で第八艦隊へ異動した。

### ガダルカナル島の戦い
8月7日、アメリカ軍はウォッチタワー作戦を発動しガダルカナル島とフロリダ諸島に上陸、ガダルカナル島の戦いがはじまる。第30駆逐隊は8月15日に佐世保を出港、ソロモン方面へ進出する。梶本(弥生艦長)の証言を収録した文献によれば、『第30駆逐隊(睦月、弥生、望月)の3隻は8月24日夜半にガダルカナル島を約10分間砲撃、同島への艦砲射撃の第1号となった』としている。一方戦史叢書によれば、8月13日夜明け前、駆逐艦「追風、夕月」によるガダルカナル島・ヘンダーソン飛行場への艦砲射撃が実施された。8月18日にも、一木支隊先遣隊約900名を揚陸させた陽炎型駆逐艦6隻（嵐、萩風、陽炎、谷風、浦風、浜風）のうち、「嵐、萩風、陽炎」によって陸上砲撃が実施されている。「陽炎」は23日にも単艦でルンガ泊地に突入、陸上を砲撃した。
8月24日午前7時、第30駆逐隊はショートランド泊地を出撃。旗艦「睦月」以下、駆逐艦「睦月、弥生、陽炎、磯風、江風」はルンガ泊地に突入、同日22時より約10分間の飛行場砲撃に成功した。ガ島砲撃部隊はソロモン諸島海域を離脱後、第二水雷戦隊（司令官田中頼三少将：軽巡洋艦「神通」、第24駆逐隊《海風、涼風》）及び哨戒艇「1号(初代島風)、2号、34号、35号」に護衛された横須賀鎮守府所属横須賀第五特別海軍陸戦隊並びに陸軍一木支隊の輸送船3隻（ぼすとん丸、大福丸、金龍丸）と合流すべく北上した。この増援部隊輸送船団は8月16日以降漸次トラック泊地を出撃し、8月25日のガダルカナル島揚陸を予定して同島へ向かっていた。本船団を掩護するため空母「龍驤」、重巡「利根」、駆逐艦「天津風、時津風」が派遣されていたが、24日昼間空襲で「龍驤」は撃沈されてしまった（第二次ソロモン海戦）。
8月25日午前6時、ガ島砲撃部隊と増援部隊輸送船団は合同直後の陣形変更中のところを急降下爆撃機SBDドーントレス8機・B-17爆撃機3機に空襲され、二水戦旗艦「神通」被弾炎上、「睦月、金龍丸」沈没という被害を受ける。「弥生」は「睦月」生存者を救助。安武司令も「弥生」に移乗し、同艦が30駆司令艦となった。「神通、涼風」はトラック泊地へ回航され、沈没艦生存者を乗せた「弥生、哨戒艇1号、2号」は安武司令の意見具申により、輸送船に先行してラバウルへ退避することになった。輸送船「ぼすとん丸、大福丸」は駆逐艦「磯風」が指揮してラバウルへ避退した。
8月27日午前2時、睦月生存者を乗せた「弥生、1号、2号」はラバウルに到着。第30駆逐隊は「睦月」を喪失し、さらに「卯月」も空襲により損傷。内地へ回航された。一連の海戦（第二次ソロモン海戦）は戦術的にも戦略的にも米軍の勝利であった。

### ラビの戦い、沈没
第二次ソロモン海戦が行われていたころ、ニューギニア方面では、ニューギニア島東端のラビ攻略作戦が開始されていた。8月25日に陸戦隊が上陸するも苦戦。増援として呉鎮守府第三特別陸戦隊（呉三特）と横須賀鎮守府第五特別陸戦隊の一部（吉岡中隊）の派遣が決定された。「弥生」と駆逐艦「嵐」、「叢雲」、「第三十六号哨戒艇」、「第三十八号哨戒艇」、「第三十九号哨戒艇」が呉三特と吉岡中隊を乗せ、軽巡洋艦「天龍」、駆逐艦「浦風」、「谷風」に掩護されて8月28日にラバウルより出撃。8月29日にラビ付近に到着し、陸戦隊を上陸させて帰途に就いた。
一方、ブナから舟艇機動でラビ攻撃に向かった佐世保鎮守府第五特別陸戦隊の一部（月岡部隊）が消息不明となっており、月岡部隊の上陸予定地であるタウポタ（ラビ北方）へ9月3日に「弥生」は連絡員を上陸させた。しかし、月岡部隊上陸の形跡はなく、「弥生」はラビ方面の陸戦隊との連絡のためミルン湾へと向かった。タウポタには連絡員20名が残されたが、その後救出できず、最終的に行方不明となった。
9月4日、「弥生」はミルン湾に進入し、糧食の揚陸と重傷者などの収容を行った。この後、ラビからの撤収が決定された。
前述の月岡部隊はグッドイナフ島で敵機の攻撃により大発をすべて失ったうえ、通信も不能となっており、9月9日になってその居場所が判明。9月10日、「弥生」と駆逐艦「磯風」がラバウルから救助に向かった。しかし、9月11日に「弥生」はアメリカ陸軍航空軍のB-17とオーストラリア空軍のハドソンにより撃沈された。
戦史叢書によれば9月11日12時ごろラビの東にあるノーマンビー島(ノルマンビー島)の東方で空襲を受け、「弥生」は後部への被弾により舵が故障、続いて航行不能となり、16時15分沈没した。第十八戦隊戦時日誌によれば15時35分に被弾し舵故障、15時45分に再度被弾して航行不能となり、16時15分に沈没。沈没地点はノーマンビー島東方15浬の南緯10度3分 東経151度27分 / 南緯10.050度 東経151.450度。戦闘中に「弥生」と離れてしまっていた「磯風」が日没の16時40分ごろに「弥生」救出に向かったが、油らしきものが見つかったのみであった。翌日の「天龍」、「浜風」による捜索でも成果はなかった。陸地に灯火（これは「弥生」乗員によるものであった）を認めたものの、確認せずに帰投してしまっている。
梶本艦長以下「弥生」生存者はカッターボートに乗ってノーマンビー島へ上陸しており、現地のタロ芋等を調達して飢えをしのいだ。9月21日に「弥生」のものと思われるカッターが戦闘機により発見された。これはノーマンビー島より出発した「弥生」のカッターで10名が乗っており、9月21日に「磯風」、「望月」と「君川丸」水偵による捜索で発見され「磯風」に収容された。
同日深夜、2隻は収容した生存者の誘導のもとノーマンビー島北東端に到着、探照灯・サイレンを用いて連絡を取ろうとしたが、弥生乗組員は敵上陸のため森林に退避しており、救出に失敗した。9月23日に陸攻がノーマンビー島で「弥生」生存者らしきものを発見。9月25日21時に「磯風」、「望月」は再出撃し、2隻は26日夜半に同島へ到着すると梶本艦長以下乗組員83名を救助した。
「弥生」の戦死者は68名であった。第三十駆逐隊司令も戦死している。
同年10月20日、駆逐艦「弥生（彌生）」は一等駆逐艦卯月型、
帝国駆逐艦籍、
第30駆逐隊のそれぞれから除籍された。12月1日、「睦月、弥生」を喪失した第30駆逐隊も解隊された。「弥生」沈没時の艦長だった梶本少佐は、のちに夕雲型駆逐艦「清霜」艦長に就任。「弥生」主計科のある短期現役士官は重巡洋艦「熊野」主計長となり、同艦沈没時に戦死した。

## 歴代艦長
※脚注無き限り『艦長たちの軍艦史』250-252頁による。階級は就任時のもの。

### 艤装員長
1. 和田省三 中佐：1925年11月10日 -

### 艦長
1. 和田省三 中佐：1926年8月28日 - 1927年11月1日
2. 杉本嘉多雄 少佐：1927年11月1日 - 1928年3月1日
3. 原顕三郎 中佐：1928年3月1日 - 1928年3月15日
4. 鈴木田幸造 少佐：1928年3月15日 - 1929年11月1日[62]
5. （兼）山本正夫 少佐：1929年11月1日[62] - 1929年11月15日[63] （本職：卯月駆逐艦長）
6. 坂野民部 少佐/中佐：1929年11月15日 - 1930年8月1日[64]
7. 西岡茂泰 中佐：1930年8月1日 - 1933年11月15日
8. 杉野修一 少佐：1933年11月15日 - 1934年10月22日
9. 杉野修一 少佐：不詳 - 1935年3月15日[65]
10. （兼）倉永恒記 少佐：1935年3月15日[65] - 1935年4月25日[66]
11. 折田常雄 少佐：1935年4月25日 - 1937年11月15日[67]
12. 吉川潔 少佐：1937年11月15日 - 1938年9月15日[68]
13. 入江籌直 少佐：1938年9月15日 - 1938年12月15日[69]
14. 上杉義男 少佐：1938年12月15日 - 1939年3月18日[70]
15. （兼）作間英邇 少佐：1939年3月18日 - 1939年5月15日[71] （本職：夕月駆逐艦長）
16. 安並正俊 少佐：1939年5月15日 - 1939年10月15日[72]
17. （兼）作間英邇 少佐：1939年10月15日[72] - 1939年11月15日[73] （本職：夕月駆逐艦長）
18. 原口曻 少佐：1939年11月15日 - 1940年1月6日[74]
19. 杉谷永秀 少佐：1940年1月6日 - 1940年10月15日[75]
20. 石井勵 少佐：1940年10月15日 - 1941年9月10日[76]
21. 肝付正明 少佐：1941年9月10日 - 1942年7月5日[77]
22. 梶本顗 少佐：1942年7月5日 - 1942年9月20日[78]
23. 小屋愛之 大尉：1942年9月20日[78] - 1942年9月30日[79]